# 암행어사
암행어사(暗行御史 영어: secret royal inspector, amhaeng-eosa)는 조선 시대에 지방에 파견되어 지방관의 감찰과 백성의 사정을 조사하는 일을 비밀리에 수행했던 국왕 직속의 임시 관리로 부사의 일종이다. 수(직지)라고도 한다.

## 개설
전국 지방행정의 감찰은 본래 사헌부의 임무이지만 교통과 통신수단의 불편으로 지방관의 악정을 철저히 적발하는 것은 쉽지 않았다. 따라서 국왕이 비밀리에 어사를 임명, 각 지방에 파견하여 변복을 하고 비밀감찰의 임무를 맡게 하였다. 암행어사는 각종 어사 중의 하나로 다른 어사와 달리 임명과 임무가 일체 비밀인 것이 특징이다. 성종 때 지방 수령의 비리가 크게 문제가 되면서 성립했는데, 조선 후기 삼정문란이 심해지면서 더욱 활발히 시행되었다.
암행어사라는 말이 처음 쓰인 것은 명종 5년인 1555년이지만 최초의 실질적 암행어사는 중종 4년인 1509년부터 있었던 것으로 보인다. 암행어사는 주로 당하관 관리 가운데 왕이 임의로 추생(抽牲 : 임의로 추첨하는 것)하여 임명했지만, 당상관을 암행어사로 임명하는 경우도 종종 있었다. 또한 전기에는 좀처럼 볼 수 없었던 암행어사가 후기에는 일반화되었다. 이 제도는 1892년(고종 29) 전라도 암행어사인 이면상을 마지막으로 폐지되었다.

## 암행어사의 임명
암행어사는 임금이 과거에는 급제하되 관직이 없는 급제자 중 한 명을 비밀리에 불러서 상자 하나를 하사한다. 이 상자 안에는 봉서(封書)와 사목(事目), 마패(馬牌)와 유척(鍮尺)이 들어있다. 봉서는 암행어사에 임명되었음을 알리는 문서이고, 사목은 자세한 임무와 파견 지역이 적힌 문서이다. 마패는 역졸과 역마를 징발할 수 있는 증빙이었으며, 이는 중앙에서 파견된 관리만이 휴대할 수 있었으므로 암행어사의 신분증명이 되기도 하였다. 유척은 놋쇠로 만든 자로, 암행어사가 지방 관청의 도량형을 검사하여 되나 자를 속이는지 판별하는 표준 자로 쓰였다.
이 물품들은 한개의 상자에 담긴 채로 국왕이 비밀리에 직접 주거나 이 물품이 담긴 상자를 하급관리를 통해 사택으로 직접 전달하였고, 선발된 암행어사는 봉서를 받는 즉시 출발하였다. 물론 하급관리를 통해 전달될 경우 이 물품을 전달하는 하급관리가 이 물품의 내용물을 열어볼 경우 엄벌에 처해졌다. 봉서 표면에는 도남대문외개탁(到南大門外開坼 : 남대문 밖에 도달하면 열어볼 것) 또는 도동대문외개탁(到東大門外開坼 : 동대문 밖에 도달하면 열어볼 것)이라고 써서 그 내용은 한성 밖에서만 열어볼 수 있도록 하였다. 또한 이 물품 중 하나라도 분실할 경우 암행어사 직에서 파직되었다.

## 암행어사의 서열
암행어사는 정2품인 한성부판윤의 바로 아래 서열인 종2품(또는 정 3품)에 해당되어 지방 수령들보다 품계가 높다. 이 때문에 암행어사가 출두하면 해당 지방 사또들을 파직시킬 수 있다. 원칙상으로는 임금에게 장계를 올려서 파직시킬지의 여부를 물어본 뒤 임금의 허락이 떨어지면 해당 지방관을 파직시키는 형식이지만 거리가 너무 멀면서도 일을 급하게 처리해야만 할 경우 선참후계 방식으로 먼저 파직시킨 후 장계로 이 사실을 임금에게 보고하는 경우도 있다.

## 암행어사의 임무
암행어사가 임명받은 지방에 도착하면 지방행정을 살피기 위해 변복하고 지방을 관찰하였다. 그렇게 염탐을 마치면 고을에 들어가 관가의 대청에 올라 공문서와 관가 창고를 검열하였는데, 이를 출도라고 하였다. 암행어사가 출도할 때는 역졸이 마패를 손에 들고 “암행어사 출도요”라고 크게 외쳤다. 억울한 죄인이나 재판 사례가 있으면 재심하여 해결하고 관리의 부정이나 파행이 발견되면 봉고(封庫 : 창고를 봉인함)·파직(罷黜 : 수령의 직책을 박탈함)하였다. 암행어사는 품계분류상 관찰사와 대등한 권한을 가졌다.
임무를 마치고 귀환한 암행어사는 서계(書啓 : 보고서)와 별단(別單 : 부속 문서)을 국왕에게 제출하였다. 서계에는 현직·전직의 관찰사·수령의 잘잘못을 상세하게 적고, 별단에는 자기가 보고 들은 민정·군정의 실정과 숨은 미담이나 열녀·효자의 행적 등을 적어 보고하면 임금은 이것을 비변사에 내려 처리토록 하였다. 이 제도는 많은 효과를 거두었으나 숙종 이후부터는 당론이 성행함에 따라 암행어사의 본래의 사명과는 달리 반대당을 공격하고 자기편을 두둔하는 편당적인 색채를 띠게 된 데다가 고관들은 자기들의 비행을 감추기 위해 자기 심복을 어사의 뒤를 밟게 하여 그 보고에 따라 어사를 탄핵하거나 아예 어사를 매수해서 자신의 평가를 좋게 적어 장계를 쓰도록 조치하는 일이 종종 있었다.
암행어사는 일본의 닌자처럼 비밀리에 움직이는 관직이므로, 자신이 암행어사라는 사실이 들통나면 바로 파직 처리되었다. 때문에 자신의 관할 구역이 넓다고 해서 다른 사람을 대리로 파견하면 그 사람에게 자신이 암행어사라는 사실을 알린 죄로 파직당했다.

## 오마패

오마패

마패(馬牌)는 조선 상서원(尙書院)에서 발행한 둥근 동판의 표지이다. 관리들이 공무로 지방 출장을 갈 때 역(驛)에서 말을 징빙할 수 있는 일종의 증빙 수단이었다. 표면에 1 ~ 10마리의 말을 새겨 그 수효에 따라 말을 내 주었다. 하지만 실제로 말 10마리가 찍힌 마패는 임금이 사용하는 마패로, 일반 관리들은 사용할 수 없고 암행어사들은 그보다 말의 숫자가 적은 마패를 사용했다. 지름이 10cm 정도이며 한쪽 면에는 상서원인(印)의 자호(字號)와 연월일을 새기고 다른 한쪽에는 말을 새긴 것으로, 어사가 이것을 인장(印章)으로 쓰기도 하였다.
또 암행어사(暗行御史)의 인장으로 사용되었고, 출도시에는 역졸이 손에 들고 ‘암행어사 출도’를 외치게 하였다. 마패에 새겨진 말의 수는 징발할 수 있는 말의 수를 나타내며 품계에 따라 차등 지급됐는데, 공무가 끝나면 다시 반납해야 했다. 현재는 일마패에서 오마패까지 남아 있으며 왕은 십마패, 영의정은 칠마패를 사용했다는 기록이 있다.

## 방자
방자는 본디 관가에서 관리들이 재량껏 사용하기 위해 모아놓은 육체노동을 담당할 수 있는 사람들의 관직명이다. 암행어사로 임명되면 암행어사에게 비서로 활용할 수 있도록 방자를 1~2명 정도 배치한다. 단, 임금이 암행활동을 하게 되면 방자가 아니라 내시가 그 자리에 배치되며 하는 일은 동일하다.

## 예술작품에 등장하는 암행어사

### 암행어사 설화
평민의 행색을 하고 지방행정을 감찰하는 암행어사는 지방관의 횡포로부터 민중을 구원하는 존재로서 백성들의 관심의 대상이 되었다. 이 때문에 암행어사는 이야기의 소재로 많이 등장하는데, 암행어사가 주인공인 민담을 가리켜 암행어사 설화라고 일컫는다.
암행어사 설화의 모델은 대체로 이시발, 박문수, 성이성과 같은 실존인물이지만, 구전으로 전해지는 민담의 성격상 이야기가 과장되거나 각색도 포함되어 있는 것으로 보인다.

### 춘향전
《춘향전》은 암행어사 설화에서 영향을 받은 대표적인 판소리계 소설이다. 남자 주인공 이몽룡은 작품 속에서 과거에 급제하고 암행어사가 되어 고향인 남원으로 돌아오는 것으로 묘사된다. 거지의 모습으로 변복을 하고 돌아온 그는 변학도의 학정으로부터 성춘향과 마을 사람들을 구원하는 역할을 맡는다. 춘향전에 등장하는 이몽룡의 직접적인 모델이 실존하는 암행어사라는 설이 있다.

### 신춘향전
《신춘향전》은 클램프의 판타지 만화로 고전인 《춘향전》을 원작으로 하였으며, 많은 부분에서 클램프에 의해 각색되었다.

### 어사 박문수
2002년 문화방송에서 방영한 드라마 《어사 박문수》는 영조 때의 암행어사 박문수의 일화를 현대적으로 재구성한 작품이다.

### 암행어사: 조선비밀수사단
2020년 하반기에 KBS 2TV에서 방영된 코미디 미스터리 사극 드라마 '암행어사: 조선비밀수사단'은 부정부패를 척결하고, 비리에 맞서서 백성의 억울한 누명을 풀어주는 조선시대 왕실의 비밀 수사관인 암행어사와 어사단의 통쾌하고 영웅적인 세계관을 구축하여, 역사 속 우리 시대의 자화상을 반추해보는 작품이다.

### 탐나는도다
정혜나의 장편만화 《탐나는도다》에서는 제주도 감찰사 박규가 귀양객으로 위장하여 암행어사 활동을 한다. 제주 대정현 진상품 밀수밀매 사건에 관여한 그는 성공리에 어사 임무를 마치고 한양으로 귀환한다. 이 작품은 드라마 《탐나는도다》로 다시 각색되었다.

### 신암행어사
웹툰 《신암행어사》은 2017년 윤인완이 쓰고 양경일이 그리는 춘향전의 주인공 성춘향과 실존했던 암행어사 박문수를 주인공으로 기존의 고전 암행어사 설화를 비틀어 새로운 이야기를 펼치고 있다.

## 같이 보기
- 어사
- 차사
- 사헌부